# Eusebius Alfred Nzigilwa
Eusebius Alfred Nzigilwa (ur. 14 sierpnia 1966 w Mwanzie) – tanzański duchowny katolicki, biskup Mpandy od 2020.

## Życiorys
Święcenia kapłańskie otrzymał 23 czerwca 1995 i został inkardynowany do archidiecezji Dar-es-Salaam. Po święceniach został dyrektorem domu formacyjnego, zaś rok później objął funkcję archidiecezjalnego dyrektora Papieskich Dzieł Misyjnych Dzieci. W latach 1997–1999 oraz 2003-2008 był rektorem niższego seminarium w Visiga.
28 stycznia 2010 papież Benedykt XVI mianował go biskupem pomocniczym archidiecezji Dar-es-Salaam, ze stolicą tytularną Mozotcori. Sakry udzielił mu 19 marca 2010 kardynał Polycarp Pengo.
13 maja 2020 został mianowany biskupem ordynariuszem diecezji Mpanda, zaś 2 sierpnia 2020 kanonicznie objął urząd. 